# Ex-Lady
Ex-Lady és una pel·lícula estatunidenca dirigida per Robert Florey i estrenada l'any 1933.

## Argument
L'escriptor publicitari Don Peterson (Gene Raymond), enamorat de la bella Helen Bauer (Bette Davis), brillant dissenyadora comercial, accedeix a donar-li una oportunitat perquè ella li demostri que la seua avançada idea de viure en parella sense casar-se és una opció millor que el matrimoni. Helen sosté que la dona emancipada hauria de tindre una independència completa pel que fa a les qüestions del cor i que el matrimoni mata l'amor. El seu modern i idíl·lic Edèn funciona perfectament fins que Don, a punt de llançar-se a la seua pròpia aventura comercial, la convenç perquè abandoni la seua teoria i es casin, al·legant que el pecat no li proporcionarà clients. Encara que accedeix a casar-s'hi, ella argüeix que el seu matrimoni només engendrarà picabaralles i que finalment arribaran a odiar-se. Per a assegurar-li que ella mai tindrà motius per desconfiar d'ell, Don li demana que es faci càrrec del departament artístic de la seua agència: així podrà tindre'l sempre sota la seua mirada. Treballant junts, creen un pròsper negoci publicitari i, al cap d'un any, poden permetre's un esplèndid viatge de lluna de mel a l'Havana. Mentre estan de vacances, la seua agència pateix la pèrdua de diversos clients importants i, al seu retorn, es troben en serioses dificultats financeres. A causa d'aquest revés, es culpen mútuament. Pugnant per refer el negoci, Don centra la seua atenció en Peggy Smith (Kay Strozzi), una acabalada publicista que fa que Helen cregui que s'entén amb Don. Helen acusa Don d'infidelitat i, després d'una discussió, Don abandona el seu apartament. Helen, encara enamorada, intenta portar de nou la seua relació amb Don al seu estat prematrimonial i Don aplaudeix la idea. Després, ell assegura que està gaudint d'una llibertat absoluta i passant la millor època de la seua vida. Molesta per aquesta actitud, Helen fomenta les atencions de Nick Malvyn (Monroe Owsley), un modest competidor decidit a eliminar Don del món publicitari. En sorprendre'ls en una situació comprometedora, Don acusa Helen d'infidelitat. Ella assegura ésser innocent i confessa que només ha flirtejat per donar-li gelosia. Creient ara que la relació de Don amb Peggy fou també inofensiva, ella accedeix a donar al seu matrimoni una altra oportunitat i admet que, malgrat les imperfeccions, aquesta és una situació més factible que el sistema que ella defensava.

## Crítica
- "Bette Davis, una jove actriu que ha demostrat intel·ligència en els papers que li han estat assignats fins ara al cinema, ha tingut la desgràcia d'obtindre el paper principal en Ex-Lady. El que aquest fet una mica sinistre significava per als seus caps era que la senyoreta Davis, després d'haver demostrat posseir el talent i encant visual adequats, esdevindria ara una estrella per dret propi. I el que significava per als seus confusos admiradors del Strand, dijous a la nit, era que la senyoreta Davis havia de passar una incòmoda part del seu temps en déshabillé, en escenes de boudoir, i embrancada en insinuacions i postures unes vegades tímidament suggestives i d'altres deprimentment ingènues (...)."[2]

## Repartiment
- Bette Davis
- Gene Raymond
- Frank McHugh
- Monroe Owsley
- Claire Dodd
- Kay Strozzi
- Ferdinand Gottschalk
- Alphonse Ethier
- Bodil Rosing[1]

## Curiositats
- L'any 1962, el productor i director Robert Aldrich (mentre enllestia el pròleg de la pel·lícula Què se n'ha fet, de Baby Jane?) va triar escenes de Parachute Jumper (1933) i Ex-Lady per a documentar el fet que la jove Jane fou un fracàs com una estrella de cinema.[3][4]

## Frases cèlebres
- Don Peterson: "Fes-te a un costat, reina, el teu marit és a casa per a quedar-s'hi."
- Nick Malvyn: "No em casaré amb tu."
- Helen Bauer: "És una promesa?"[5]